# 福岡村 (宮城県)
福岡村（ふくおかむら）は、昭和29年（1955年）まで宮城県刈田郡にあった村。現在の白石市福岡にあたる。

## 沿革
- 明治22年（1889年）4月1日 - 町村制施行にともない、蔵本村・長袋村・深谷村・八宮村の計4か村が合併して福岡村が発足。
- 昭和29年（1954年）4月1日 - 白石町・大平村・大鷹沢村・越河村・斎川村・白川村と合併し、白石市となる。

## 行政

### 歴代村長
| 代      | 氏名       | 就任                       | 退任                      | 備考 |
| ------- | ---------- | -------------------------- | ------------------------- | ---- |
| 1       | 菊地民弥   | 明治22年（1889年）4月23日  | 明治23年（1890年）5月31日 |      |
| 2       | 小野忠太郎 | 明治23年（1890年）6月1日   | 明治26年（1893年）4月22日 |      |
| 3 - 4   | 高橋猛     | 明治26年（1893年）4月23日  | 明治36年（1903年）12月8日 |      |
| 5       | 菅野森治   | 明治36年（1903年）12月23日 | 明治38年（1905年）2月28日 |      |
| 6 - 8   | 一条一平   | 明治38年（1905年）3月15日  | 大正2年（1913年）3月24日  |      |
| 9       | 菊地民治   | 大正2年（1913年）4月29日   | 大正3年（1924年）12月25日 |      |
| 10 - 12 | 一条一平   | 大正4年（1915年）2月8日    | 大正12年（1923年）9月24日 | 再任 |
| 13      | 小野峯三郎 | 大正12年（1923年）10月13日 | 昭和2年（1927年）10月12日 |      |
| 14 - 15 | 安部権四郎 | 昭和2年（1927年）12月2日   | 昭和9年（1934年）5月18日  |      |
| 16 - 17 | 高橋林     | 昭和9年（1934年）5月24日   | 昭和17年（1942年）5月23日 |      |
| 18      | 一条一平   | 昭和17年（1942年）5月24日  | 昭和21年（1946年）5月23日 | 三任 |
| 19      | 日下宗二郎 | 昭和21年（1946年）6月18日  | 昭和22年（1947年）12月7日 |      |
| 20      | 半沢健次郎 | 昭和22年（1947年）4月6日   | 昭和23年（1948年）6月10日 |      |
| 21      | 安部権四郎 | 昭和23年（1948年）8月5日   | 昭和27年（1952年）8月4日  | 再任 |
| 22      | 熊谷福次   | 昭和27年（1952年）8月5日   | 昭和29年（1954年）3月31日 |      |

## 教育
- 福岡村立福岡小学校
- 福岡村立深谷小学校
- 福岡村立福岡中学校